# Koh-Lanta : Thaïlande
Vous pouvez aider à l'améliorer ou bien discuter des problèmes sur sa page de discussion.
- Il n'est pas vérifiable et peut contenir des informations totalement erronées. Il est fortement conseillé aux contributeurs d'étayer son contenu par des sources fiables. Sans cela, sa suppression pourrait être envisagée. (si vous venez d'apposer le bandeau, veuillez cliquer sur ce lien pour créer la discussion et en afficher les indications). (Marqué depuis décembre 2024)
- Il peut contenir un travail inédit ou des déclarations non vérifiées. Vous pouvez l’améliorer en ajoutant des références. (Marqué depuis décembre 2024)

- Archive Wikiwix
- Bing
- Cairn
- DuckDuckGo
- E. Universalis
- Gallica
- Google
- G. Books
- G. News
- G. Scholar
- Persée
- Qwant
- (zh) Baidu
- (ru) Yandex
- (wd) trouver des œuvres sur Wikidata

Vous pouvez aider à l'améliorer ou bien discuter des problèmes sur sa page de discussion.
- Son admissibilité est à vérifier. Motif : manque de sources, de références, TI. Et ce alors qu'un bandeau demande des sources depuis des années, 2018. Les références sont buzzesques, primaires (interviews) concernent les audiences pour 2/3, déjà dans l'article Koh-Lanta. Info doublonnant l'article principal. Autant de notes que de ref, ce qui semble faire du remplissage. Saison ne se démarquant pas particulièrement. Vous êtes invité à le compléter pour expliciter son admissibilité, en y apportant des sources secondaires de qualité. (Marqué depuis août 2025)
- Il ne cite pas suffisamment ses sources. Vous pouvez indiquer les passages à sourcer avec {{référence nécessaire}} ou {{Référence souhaitée}}, et inclure les références utiles en les liant aux notes de bas de page. (Marqué depuis avril 2018)
- Certaines de ses couleurs nuisent à son accessibilité et ne respectent pas la charte graphique. Les couleurs ne sont pas interdites, mais il est conseillé d'en faire un usage modéré qui respecte les normes d'accessibilité. (Marqué depuis décembre 2024)
- Son texte doit être wikifié : il ne correspond pas à la mise en forme Wikipédia (style, typographie, liens internes, liens entre les wikis, etc.). (Marqué depuis décembre 2024)

- Archive Wikiwix
- Bing
- Cairn
- DuckDuckGo
- E. Universalis
- Gallica
- Google
- G. Books
- G. News
- G. Scholar
- Persée
- Qwant
- (zh) Baidu
- (ru) Yandex
- (wd) trouver des œuvres sur Wikidata

Koh-Lanta : Thaïlande est la 15e édition régulière de l'émission de téléréalité Koh-Lanta, diffusée sur TF1 du 12 février au 27 mai 2016,,. Les deux tribus initiales étaient Aopoh et Karwaï. C'est Wendy qui a remporté cette édition face à Pascal, et ainsi remporté 100 000 €.

## Tournage
- Si vous ne connaissez pas le sujet, laissez ce bandeau (vous pouvez alors contacter les auteurs).
- Si vous supprimez le contenu mis en cause (vous pouvez préalablement contacter les auteurs),

argumentez précisément cette suppression dans la page de discussion
(un manque de référence n'est pas un argument ; une recherche réelle de référence doit avoir été effectuée, être formellement documentée).
Le tournage s’est effectué de fin mai 2015 à mi-juillet 2015, dans l'archipel de Ko Yao, situé dans la baie de Phang Nga, bercé par la Mer d'Andaman, situé proche de l'île de Koh-Lanta, île donnant son nom à l'émission.

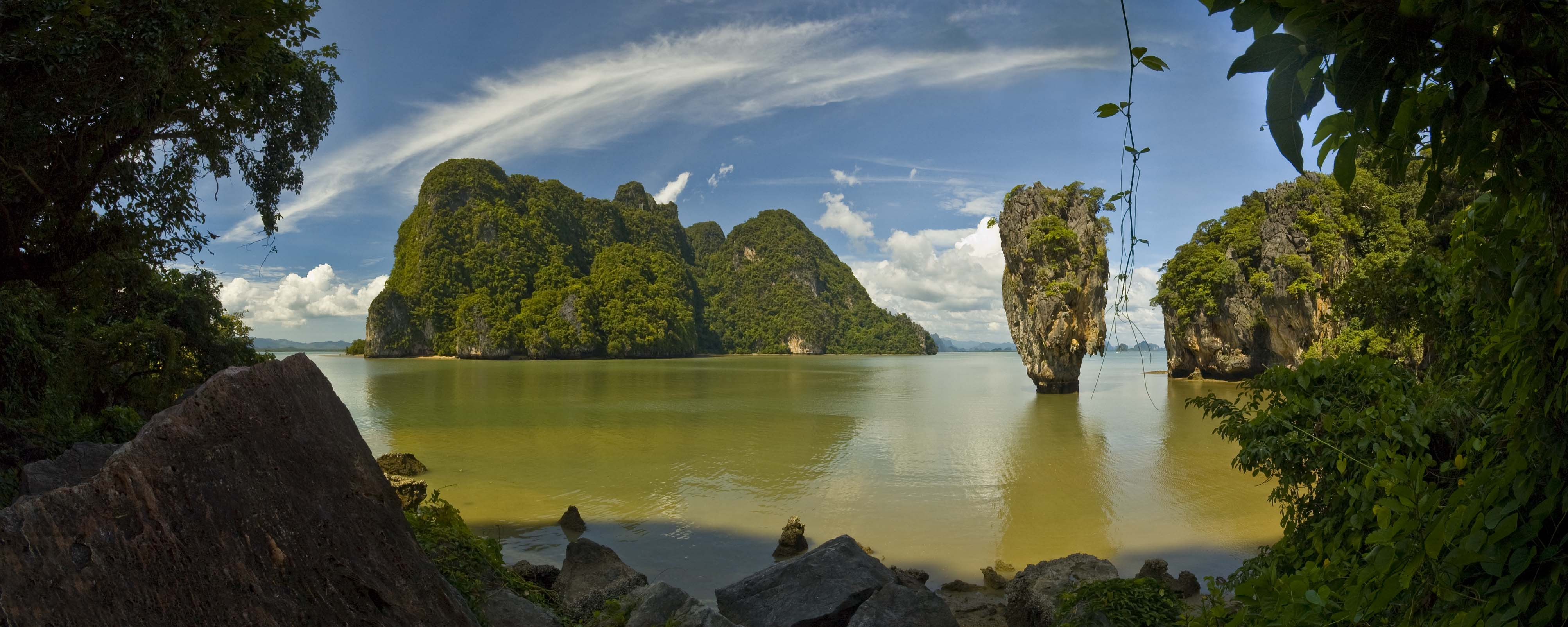
L'îlot Ko Tapu, dans la baie de Phang Nga, en Thaïlande, où beaucoup d’épreuves ont été tournées, notamment celle des poteaux, remportée par Pascal.

## Déroulement et nouveautés
- Si vous ne connaissez pas le sujet, laissez ce bandeau (vous pouvez alors contacter les auteurs).
- Si vous supprimez le contenu mis en cause (vous pouvez préalablement contacter les auteurs),

argumentez précisément cette suppression dans la page de discussion
(un manque de référence n'est pas un argument ; une recherche réelle de référence doit avoir été effectuée, être formellement documentée).
- Après la séquence du naufrage, les candidats arrivent sur une plage où ils doivent passer la première nuit ensemble. Ils y trouvent un message de Denis Brogniart les informant que le lendemain, seuls 18 candidats le rejoindront pour la composition des équipes : deux candidats devront rester sur la plage. Cassandre et Steve se désignent : après le départ des autres candidats, ils sont emmenés sur l'« île aux colliers », où sont cachés une vingtaine de colliers d'immunité[N 1]. Ils y vivent à l'écart des deux tribus jusqu'au quatrième jour.
- Lors du deuxième jour, les 18 autres candidats sont répartis en deux équipes, composées par la femme et l'homme les plus jeunes, Wendy et Marius.
- Le troisième jour, avant même la première épreuve d'immunité, Charlie décide d'abandonner le jeu. Depuis la saison 11, les abandons volontaires ne sont normalement plus remplacés, cependant une exception est faite en raison du caractère très prématuré du départ de Charlie. Ainsi, une nouvelle candidate, Laureen, est intégrée à l'équipe des jaunes au cours du premier conseil.
- Lors du quatrième jour, avant la deuxième épreuve de confort, Cassandre et Steve reviennent de l'île aux colliers. Ils sont alors intégrés aux équipes de façon à respecter au maximum la parité des deux tribus : Cassandre rejoint les rouges, et Steve rejoint les jaunes. Immédiatement après, les deux équipes doivent chacune désigner un candidat de l'équipe adverse qui se rendra à son tour sur l'île aux colliers, ne participera pas aux deux prochaines épreuves et n'assistera pas au conseil. Ce procédé est répété à chaque début d'épisode jusqu'au mélange des équipes.
- Après avoir été envoyée sur l'île aux colliers au troisième épisode, Karima y trouve un message lui donnant un « pouvoir ». Lors de son retour de l'île au début du quatrième épisode, Denis Brogniart informe les candidats que les équipes vont être recomposées, avec Karima dans le rôle du capitaine de l'équipe rouge. Avant le choix des nouvelles équipes, elle doit également désigner le nouveau capitaine des jaunes : elle choisit Laureen.
- À la réunification, de la même façon que dans la saison 14, les ambassadeurs sont choisis par l'équipe adverse sans qu'un émissaire ne soit envoyé.
- Lors du 9e épisode, les 10 candidats restants sont répartis en cinq binômes mixtes par tirage au sort, le destin de chaque candidat étant lié à son partenaire jusqu'au conseil où deux candidats sont éliminés.
- Le 31e jour, l'équipe réunifiée, qui vivait jusqu'ici sur le camp des jaunes, reçoit l'instruction de déménager vers l'ancien camp des rouges pour le restant de l'aventure.

## Candidats
- Si vous ne connaissez pas le sujet, laissez ce bandeau (vous pouvez alors contacter les auteurs).
- Si vous supprimez le contenu mis en cause (vous pouvez préalablement contacter les auteurs),

argumentez précisément cette suppression dans la page de discussion
(un manque de référence n'est pas un argument ; une recherche réelle de référence doit avoir été effectuée, être formellement documentée).
 (décembre 2024).
Ci-dessous, voici la liste des 21 candidats de cette saison. Les candidats de cette saison sont au nombre de 21 et ils sont âgés de 21 à 56 ans.
| Candidats | Candidats | Profession               | Âge    | Localisation         | Tribu                                                                                               | Jury final         | Départ             |
| --------- | --------- | ------------------------ | ------ | -------------------- | --------------------------------------------------------------------------------------------------- | ------------------ | ------------------ |
| ♀         | Charlie   | Restauratrice de meubles | 28 ans | Mayenne              | - Karwaï (jour 2 – 3)                                                                               |                    | Abandon volontaire |
| ♀         | Laurence  | Animatrice               | 37 ans | Bouches-du-Rhône     | - Karwaï (jour 2 – 3)                                                                               | Éliminée           |                    |
| ♂         | Marius    | Étudiant                 | 21 ans | Vosges               | - Aopoh (jour 2 – 6)                                                                                | Abandon volontaire |                    |
| ♀         | Céline    | Formatrice               | 44 ans | Morbihan             | - Karwaï (jour 2 – 6)                                                                               | Éliminée           |                    |
| ♂         | Huw       | Entrepreneur             | 38 ans | Haute-Savoie         | - Karwaï (jour 2 – 9)                                                                               | Éliminé            |                    |
| ♀         | Carole    | Escrimeuse               | 51 ans | Puy-de-Dôme          | - Aopoh (jour 2 – 12)                                                                               | Éliminée           |                    |
| ♀         | Lolo      | Maître-nageuse           | 45 ans | Oise                 | - Karwaï (jour 2 – 10) - Aopoh (jour 10 – 15)                                                       | Éliminée           |                    |
| ♂         | Amir      | Directeur commercial     | 46 ans | Yvelines             | - Aopoh (jour 2 – 17)                                                                               | Éliminé            |                    |
| ♀         | Cassandre | Diplômée en tourisme     | 22 ans | Hauts-de-Seine       | - Exilée (jour 2 – 4) - Aopoh (jour 4 – 10) - Karwaï (jour 10 – 19)                                 | 1re membre         | Éliminée           |
| ♂         | Romain    | Entrepreneur domotique   | 28 ans | Alpes-Maritimes      | - Aopoh (jour 2 – 19) - Tribu réunifiée (jour 19 – 20)                                              | 2e membre          | Éliminé            |
| ♂         | Julien    | Menuisier                | 29 ans | Hérault              | - Karwaï (jour 2 – 19) - Tribu réunifiée (jour 19 – 23)                                             | 3e membre          | Éliminé            |
| ♀         | Laureen   | Étudiante                | 26 ans | Alpes-Maritimes      | - Absente (jour 1 – 3) - Karwaï (jour 3 – 19) - Tribu réunifiée (jour 19 – 26)                      | 4e membre          | Éliminée           |
| ♂         | Steve     | Entrepreneur textile     | 33 ans | Hauts-de-Seine       | - Exilé (jour 2 – 4) - Karwaï (jour 4 – 10) - Aopoh (jour 10 – 19) - Tribu réunifiée (jour 19 – 26) | 5e membre          | Éliminé            |
| ♀         | Carine    | Gestionnaire de stock    | 34 ans | Tarn                 | - Aopoh (jour 2 – 19) - Tribu réunifiée (jour 19 – 29)                                              | 6e membre          | Éliminée           |
| ♀         | Karima    | Militaire                | 26 ans | Paris                | - Aopoh (jour 2 – 19) - Tribu réunifiée (jour 19 – 32)                                              | 7e membre          | Éliminée           |
| ♂         | Nicolas   | Mannequin                | 32 ans | Charente-Maritime    | - Aopoh (jour 2 – 10) - Karwaï (jour 10 – 19) - Tribu réunifiée (jour 19 – 34)                      | 8e membre          | Éliminé            |
| ♂         | Alain     | Employé en supermarché   | 56 ans | Pyrénées-Atlantiques | - Karwaï (jour 2 – 19) - Tribu réunifiée (jour 19 – 37)                                             | 9e membre          | Éliminé            |
| ♀         | Cécilia   | Danseuse                 | 28 ans | Hauts-de-Seine       | - Aopoh (jour 2 – 10) - Karwaï (jour 10 – 19) - Tribu réunifiée (jour 19 – 38)                      | 10e membre         | Éliminée           |
| ♂         | Gabriel   | Inspecteur de police     | 40 ans | Belgique             | - Aopoh (jour 2 – 10) - Karwaï (jour 10 – 19) - Tribu réunifiée (jour 19 – 39)                      | 11e membre         | Éliminé            |
| ♂         | Pascal    | Promoteur immobilier     | 48 ans | Alpes-Maritimes      | - Karwaï (jour 2 – 10) - Aopoh (jour 10 – 19) - Tribu réunifiée (jour 19 – 40)                      |                    | Finaliste          |
| ♀         | Wendy     | Boxeuse                  | 26 ans | Nord                 | - Karwaï (jour 2 – 19) - Tribu réunifiée (jour 19 – 40)                                             | Vainqueur          |                    |

## Déroulement
- Si vous ne connaissez pas le sujet, laissez ce bandeau (vous pouvez alors contacter les auteurs).
- Si vous supprimez le contenu mis en cause (vous pouvez préalablement contacter les auteurs),

argumentez précisément cette suppression dans la page de discussion
(un manque de référence n'est pas un argument ; une recherche réelle de référence doit avoir été effectuée, être formellement documentée).

### Bilan par épisode
| Épisode              | Diffusion       | Épreuves                 | Épreuves            | Exilé(s) sur l'île aux colliers | Conseil          | Conseil       | Conseil |
| Épisode              | Diffusion       | Confort                  | Immunité            | Exilé(s) sur l'île aux colliers | Éliminé(s)       | Vote          | Départ  |
| -------------------- | --------------- | ------------------------ | ------------------- | ------------------------------- | ---------------- | ------------- | ------- |
| 1er épisode          | 12 février 2016 | Aopoh                    | Aopoh               | Cassandre et Steve              | Laurence         | 7-1           | Jour 3  |
| 2e épisode           | 19 février 2016 | Aopoh                    | Aopoh               | Gabriel et Huw                  | Céline           | 4-3-1-1       | Jour 6  |
| 3e épisode           | 26 février 2016 | Aopoh                    | Aopoh               | Karima et Steve                 | Huw              | 5-1-1-1       | Jour 9  |
| 4e épisode           | 4 mars 2016     | Karwaï                   | Karwaï              |                                 | Carole           | 5-2-1-1       | Jour 12 |
| 5e épisode           | 18 mars 2016    | Karwaï                   | Karwaï              | Lolo                            | 3-3-1-1/4-3      | Jour 15       |         |
| 6e épisode           | 1er avril 2016  | Aopoh                    | Karwaï              | Amir                            | 6-1              | Jour 17       |         |
| 7e épisode           | 8 avril 2016    | Aopoh                    | Carine              | Romain                          | 8-4-1            | Jour 20       |         |
| 8e épisode           | 15 avril 2016   | Pascal                   | Karima              | Pascal                          | Julien           | 6-3-1-1-1     | Jour 23 |
| 9e épisode           | 22 avril 2016   | Gabriel et Wendy         | Cécilia et Nicolas  |                                 | Laureen et Steve | 7-3-1         | Jour 26 |
| 10e épisode          | 29 avril 2016   | Karima et Nicolas        | Karima              | Carine                          | 6-2-1            | Jour 29       |         |
| 11e épisode          | 6 mai 2016      | Nicolas                  | Nicolas             | Karima                          | 6-1-1            | Jour 32       |         |
| 12e épisode          | 13 mai 2016     | Nicolas                  | Alain               | Nicolas                         | Nicolas          | 4-2-1         | Jour 34 |
| 13e épisode          | 20 mai 2016     | Gabriel                  | Wendy               |                                 | Alain            | 4-1-1         | Jour 37 |
|                      |                 | Épreuve d'orientation    | Épreuve des poteaux | Conseil final                   | Conseil final    | Conseil final |         |
| 14e épisode (Finale) | 27 mai 2016     | Pascal, Gabriel et Wendy | Pascal              | Wendy                           | 6-5              | Gagnante      |         |

#### Colliers d'immunité
|                     | Localisation     | Propriétaire            | Utilisation  | Utilisation  | Utilisation  | Votes annulés |
| Statut              | Localisation     | Propriétaire            | Jour         | Épisode      |              | Votes annulés |
| Colliers d'immunité |                  |                         |              |              |              |               |
| ------------------- | ---------------- | ----------------------- | ------------ | ------------ | ------------ | ------------- |
| Colliers d'immunité | Île aux colliers | Cassandre (jour 3 – 19) | Non utilisée | Non utilisée | Non utilisée | Non utilisée  |
| Colliers d'immunité | Île aux colliers | Cassandre (jour 4 – 19) | Non utilisée | Non utilisée | Non utilisée | Non utilisée  |
| Colliers d'immunité | Île aux colliers | Karima (jour 8 – 20)    | Utilisée     | 20e          | 7e           | 1/13          |
| Colliers d'immunité | Île aux colliers | Pascal (jour 21 – 26)   | Utilisé      | 26e          | 9e           | 1/11          |

### Détail des votes
|             | Tribus initiales | Tribus initiales | Tribus initiales | Tribus initiales | Tribus initiales | Tribus recomposées | Tribus recomposées | Tribus recomposées | Tribus recomposées | Tribus recomposées | Tribu réunifiée | Tribu réunifiée | Tribu réunifiée | Tribu réunifiée | Tribu réunifiée | Tribu réunifiée | Tribu réunifiée | Tribu réunifiée | Tribu réunifiée | Tribu réunifiée | Tribu réunifiée | Tribu réunifiée |
| ----------- | ---------------- | ---------------- | ---------------- | ---------------- | ---------------- | ------------------ | ------------------ | ------------------ | ------------------ | ------------------ | --------------- | --------------- | --------------- | --------------- | --------------- | --------------- | --------------- | --------------- | --------------- | --------------- | --------------- | --------------- |
| ► Épisode   | 1                | 1                | 2                | 2                | 3                | 4                  | 5                  | 5                  | 6                  | 7                  | 7               | 8               | 9               | 9               | 10              | 11              | 12              | 13              | 14              | 14              | Finaliste       | Vainqueur       |
| ► Éliminé   | Charlie          | Laurence         | Marius           | Céline           | Huw              | Carole             | Lolo               | Lolo               | Amir               | Cassandre          | Romain          | Julien          | Laureen         | Steve           | Carine          | Karima          | Nicolas         | Alain           | Cécilia         | Gabriel         | Pascal          | Wendy           |
| ► Votes     | 0                | 7/8              | 0                | 4/9              | 5/8              | 5/9                | /                  | 4/7                | 6/7                | 0                  | 8/13            | 6/12            | 7/11            | 0               | 6/9             | 6/8             | 4/7             | 4/6             | 0               | 1               | 5/11            | 6/11            |
| ▼ Candidats | Votes            | Votes            | Votes            | Votes            | Votes            | Votes              | Votes              | Votes              | Votes              | Votes              | Votes           | Votes           | Votes           | Votes           | Votes           | Votes           | Votes           | Votes           | Votes           | Votes           | Votes           | Votes           |
| Wendy       |                  | Laurence         |                  | Céline           | Huw              |                    |                    |                    |                    |                    | Romain          | Julien          | Laureen         |                 | Carine          | Karima          | Nicolas         | Alain           |                 |                 | Jury final      | Jury final      |
| Pascal      |                  | Laurence         |                  | Lolo             | Huw              | Carole             | Amir               | Amir               | Amir               |                    | Karima          | Cécilia         | Alain           |                 | Carine          | Karima          | Nicolas         | Alain           |                 | Gabriel         | Jury final      | Jury final      |
| Gabriel     |                  |                  |                  |                  |                  |                    |                    |                    |                    |                    | Romain          | Julien          | Laureen         |                 | Carine          | Karima          | Nicolas         | Alain           |                 |                 |                 | Wendy           |
| Cécilia     |                  |                  |                  |                  |                  |                    |                    |                    |                    |                    | Romain          | Pascal          | Laureen         |                 | Carine          | Karima          | Pascal          | Alain           |                 |                 |                 | Wendy           |
| Alain       |                  | Laurence         |                  | Lolo             | Huw              |                    |                    |                    |                    |                    | Romain          | Julien          | Laureen         |                 | Carine          | Karima          | Nicolas         | Cécilia         |                 |                 | Pascal          |                 |
| Nicolas     |                  |                  |                  |                  |                  |                    |                    |                    |                    |                    | Romain          | Pascal          | Laureen         |                 | Carine          | Karima          | Pascal          | Wendy           |                 |                 | Pascal          |                 |
| Karima      |                  |                  |                  |                  |                  | Lolo               | Lolo               | Lolo               | Amir               |                    | Cécilia         | Pascal          | Pascal          |                 | Pascal          | Gabriel         | Gabriel         |                 |                 |                 | Pascal          |                 |
| Carine      |                  |                  |                  |                  |                  | Carole             | Lolo               | Lolo               | Amir               |                    | Cécilia         | Julien          | Laureen         |                 | Pascal          | Pascal          |                 |                 |                 |                 |                 | Wendy           |
| Steve       | [ N 19 ]         | [ N 19 ]         |                  | Céline           | [ N 20 ]         | Carole             | Amir               | Amir               | Amir               |                    | Cécilia         | Julien          | Alain           |                 |                 |                 |                 |                 |                 |                 | Pascal          |                 |
| Laureen     |                  | [ N 21 ]         |                  | Céline           | Huw              |                    |                    |                    |                    |                    | Romain          | Julien          | Alain           |                 | Gabriel         |                 |                 |                 |                 |                 |                 | Wendy           |
| Julien      |                  | Laurence         |                  | Lolo             | Pascal           |                    |                    |                    |                    |                    | Romain          | Carine          | Laureen         |                 |                 |                 |                 |                 |                 |                 |                 | Wendy           |
| Romain      |                  |                  |                  |                  |                  | Carole             | Lolo               | Lolo               | Amir               |                    | Cécilia         | Karima          |                 |                 |                 |                 |                 |                 |                 |                 | Pascal          |                 |
| Cassandre   | [ N 19 ]         | [ N 19 ]         |                  |                  |                  |                    |                    |                    |                    |                    |                 |                 |                 |                 |                 |                 |                 |                 |                 |                 |                 | Wendy           |
| Amir        |                  |                  |                  |                  |                  | Pascal             | Pascal             | Lolo               | Romain             |                    | Romain          |                 |                 |                 |                 |                 |                 |                 |                 |                 |                 |                 |
| Lolo        |                  | Laurence         |                  | Céline           | Huw              | Carole             | Amir               | Amir               | Amir               |                    |                 |                 |                 |                 |                 |                 |                 |                 |                 |                 |                 |                 |
| Carole      |                  |                  |                  |                  |                  | Steve              | Romain             |                    |                    |                    |                 |                 |                 |                 |                 |                 |                 |                 |                 |                 |                 |                 |
| Huw         |                  | Laurence         |                  | [ N 20 ]         | Lolo             | Lolo               |                    |                    |                    |                    |                 |                 |                 |                 |                 |                 |                 |                 |                 |                 |                 |                 |
| Céline      |                  | Laurence         |                  | Laureen          | Laureen          |                    |                    |                    |                    |                    |                 |                 |                 |                 |                 |                 |                 |                 |                 |                 |                 |                 |
| Marius      |                  |                  |                  |                  |                  |                    |                    |                    |                    |                    |                 |                 |                 |                 |                 |                 |                 |                 |                 |                 |                 |                 |
| Laurence    |                  | Céline           |                  | Julien           |                  |                    |                    |                    |                    |                    |                 |                 |                 |                 |                 |                 |                 |                 |                 |                 |                 |                 |
| Charlie     |                  |                  |                  |                  |                  |                    |                    |                    |                    |                    |                 |                 |                 |                 |                 |                 |                 |                 |                 |                 |                 |                 |

## Résumés des épisodes
- Si vous ne connaissez pas le sujet, laissez ce bandeau (vous pouvez alors contacter les auteurs).
- Si vous supprimez le contenu mis en cause (vous pouvez préalablement contacter les auteurs),

argumentez précisément cette suppression dans la page de discussion
(un manque de référence n'est pas un argument ; une recherche réelle de référence doit avoir été effectuée, être formellement documentée).

### Épisode 1: Découverte des aventuriers et création des tribus
Les 20 nouveaux candidats de cette saison débarquent en bateau sur la baie de Phang Nga et se font chacun connaissance. Ils devront par la suite se rendre sur la rive à la nage. Lolo, qui est maître-nageuse et ayant une énergie débordante, arrive première sur la plage. Steve quant à lui, peine à nager et se fait aider par Nicolas et Gabriel.
Les 20 nouveaux aventuriers, une fois arrivés à bon port, n'ont aucune idée de ce qu'ils doivent faire et décide d'admirer le décor de la Thaïlande. Cassandre trouve un message laissé par Denis Brognart où est écrit: 《Demain matin, seulement 18 d'entre vous viendront me retrouver pour procéder à la composition des équipes. À vous de choisir qui.》
Le lendemain matin, après réflexion, Steve et Cassandre se portent volontaires pour faire partie des deux aventuriers qui ne rejoindront pas Denis. Romain, qui avait décidé de procéder à un tirage au sort, estime que Steve et Cassandre n'ont pas été fair-play en leur reprochant de ne pas suivre l'avis du groupe et d'avoir décidé cela en privé.
Les 18 candidats rejoignent Denis et ce dernier leur annonce que ce sont les candidats les plus jeunes de la saison, à savoir Marius (21 ans) et Wendy (26 ans) qui formeront les tribus et qu'ils en seront les capitaines. L'équipe des rouges, les aopoh est constituée d'Amir, Carine, Carole, Cécilia, Gabriel, Karima, Marius, Nicolas et Romain et celle des jaunes, les karwaï d'Alain, Céline, Charlie, Huw, Julien, Laurence, Lolo, Pascal et Wendy. La première épreuve de confort peut avoir lieu. Il s'agit de la course-poursuite où une équipe devra rattraper une autre avec un bambou de 54kg sur leur dos. Les membres des équipes peuvent abandonner mais la charge sera plus lourde pour ceux qui restent. Les rouges rattrapent les jaunes et gagnent les 5kg de riz.
Les équipes rejoignent leurs camps de fortune, partent chercher leurs points d'eau, et commencent la construction de leurs cabanes. C'est plus difficile chez les jaunes, ils n'ont pas gagné le riz, Charlie souffre d'une forte migraine qui durera jusqu'au lendemain matin et ils doivent subir un orage dans la nuit.
Steve et Cassandre débarquent sur une autre île et rejoignent Denis qui leur annonce qu'ils sont sur l'île aux colliers, où plusieurs colliers d'immunité sont cachés. Steve et Cassandre ont 2 jours pour en trouver au moins un. À la suite de cela, ils ne disputeront pas l'épreuve d'immunité et n'iront donc pas au conseil. Chez les jaunes, Charlie va de plus en plus mal et a décidé d'appeler le médecin.
Avant que l'épreuve d'immunité commence, Denis annonce le départ volontaire de Charlie alors que les médecins l'ont déclarée apte à continuer. Les jaunes sont affectés par ce départ prématuré. L'épreuve d'immunité est celle de la gouttière, un membre de chaque équipe doit se rendre sur une plateforme pour récupérer de l'eau et par la suite faire passer cette eau dans 5 gouttières jusqu'à un seau. L'équipe qui aura un seau plus rempli que l'autre remporte l'épreuve. Les rouges sont dispensés de conseil.
Les jaunes sont terrassés par cette nouvelle défaite et ne comprennent pas le choix de Charlie d'abandonner le jeu si vite. À part cela, aucune équipe ne parvient à faire du feu.
Au conseil des Karwaï, Denis présente aux jaunes Laureen qui palliera l'absence de Charlie. Celle-ci sera cependant dispensée de vote. Laurence, à qui les jaunes reprochent sa faiblesse, est éliminée à l'unanimité.

### Épisode 2: Cassandre et Steve intègrent les tribus
Nouvelle journée chez les rouges et déjà des tensions apparaissent. Carine et Karima n'en peuvent plus de Romain qui prend trop de directives concernant la cabane. Sur île aux colliers, Cassandre en trouve deux et élabore avec Steve une stratégie pour ne pas dévoiler ces trouvailles aux autres. Chez les jaunes, Huw, qui a été nommé leader des jaunes la veille au conseil, s'impose en patron.
Avant l'épreuve de confort, Denis dévoile l'existence de l'île aux colliers et la raison pour laquelle Steve et Cassandre ont dû rester sur l'île initiale. Ces derniers font leur retour et Cassandre devient rouge et Steve jaune. Denis annonce ensuite que les deux tribus peuvent envoyer un jaune et un rouge sur cette île pour 3 jours. Gabriel est choisi des jaunes et Huw est choisi des rouges.
Pour ce jeu de confort, les tribus doivent aller chercher une clé pour tirer un radeau. Cécilia ne participe pas à l'épreuve. Céline et Lolo vont aller chercher la clé pour les jaunes et Marius et Karima pour l'équipe adverse. Les rouges gagnent pour la troisième fois consécutive et s'octroient un kit de pêche sous les yeux dépités de Pascal.
Pendant que les rouges pêchent, chez les jaunes, Pascal et Lolo s'expliquent avec Céline à qui ils reprochent sa lenteur au dernier jeu et que c'est de sa faute si l'équipe a échoué. Celle ci parvient avec aplombà faire croire à toute l'équipe que Lolo a menti en disant l'avoir attendue, meme Lolo finissant par douter de ses propres perceptions. De leur côté, Huw et Gabriel sont ravis d'accéder à l'île aux colliers. Romain se montre beaucoup trop autoritaire chez les rouges, Cassandre retrouve Cécilia et partent chercher de la canne à sucre. Steve fait le bonheur des jaunes et pour Pascal, c'est un élément positif pour la tribu. Chez les rouges, Cassandre révèle à Cécilia qu'elle possède un collier d'immunité mais cette dernière ira le dire plus tard à Karima.
L'épreuve d'immunité est celle des flambeaux, où il faut enflammer une vasque en hauteur à l'aide d'un porte-feu qu'il faudra aller chercher en mer juste avant. Carole ne participe pas et, de justesse, les rouges gagnent pour une quatrième fois.
Les jaunes rentrent sur leur camp exténués de leurs 4 défaites. Julien annonce que son vote au conseil se tournera vers Lolo. Chez les rouges, le jeune Marius craque et ne trouve pas le moral et annonce aux rouges son envie de quitter l'aventure auquel il ne prend aucun plaisir. Tout le monde essaie de lui faire changer d'avis, Romain lui répète qu'il le regrettera. Denis débarque chez les rouges pour venir chercher Marius et annonce qu'il ne sera pas remplacé.
Au conseil des jaunes, Lolo et Céline sont sur la sellette. Certains jaunes estiment Céline trop faible physiquement et l'éliminent avec 4 votes contre 3 pour Lolo et un pour Julien et Laureen.

### Épisode 3: 6-0 pour les rouges et le renversement d'Huw
Chez les jaunes, après le conseil, Steve tente tant bien que mal de motiver l'ensemble du groupe. Chez les rouges, Cassandre et Cécilia sont inséparables bien que Cécilia ait révélé à Karima que Cassandre possédait un collier.
Troisième épreuve de confort. Huw et Gabriel reviennent de l'île aux colliers et il faut maintenant choisir qui leur succéderont et après concertation, les jaunes envoient Karima qui est considérée par ceux-ci comme une adversaire redoutable sur les épreuves et les rouges envoient Steve jugé élément important pour les jaunes en matière de survie. L'objectif du jeu de confort est de casser le plus rapidement possible 8 poteries suspendues sur une plateforme à l'aide d'une massue. Chaque poterie contient un bracelet à l'intérieur et l'équipe qui détient le plus de bracelets remporte le jeu. Et ce sont une nouvelle fois les rouges qui gagnent et pourront recevoir des cours de survie par un spécialiste.
Les Aopoh sont ravis d'enchaîner victoire sur victoire et d'accueillir Cham Nong, un Thaïlandais possédant une grande connaissance en matière de survie qui leur montre ce qui est comestible ou pas, le lancer de filet ou encore des feuilles de thé présentes sur l'île. Avant de partir, Cham Nong leur offre une soupe de riz. Chez les jaunes, l'ambiance est moins bonne, Alain et Pascal s'embrouillent ce qui exaspère Laureen. Pascal constate également que Laureen ne se motive pas sur les épreuves ce qui exaspère encore plus cette dernière qui estime que la défaite est purement collective.
Sur l'île aux colliers, Karima en déniche un en fouillant dans un tronc d'arbre et décide de ne pas le dire à Steve qui n'en a trouvé aucun malgré son deuxième passage sur l'île.
L'épreuve d'immunité à lieu. Cassandre ne participe pas sur ordre du médecin pour cause de douleurs aux oreilles. Le principe : une personne choisie de chaque équipe sera attachée à une corde de 12 mètres. De l'autre côté de cette corde, une charge de 60 kg que tout le reste de l'équipe portera à travers un parcours d'obstacles. Les rouges remportent le jeu pour une sixième fois consécutive. Les jaunes partent au conseil pour la troisième fois.
Chez les rouges, malgré leur nouvelle victoire, Cassandre fait un malaise et est prise de vomissements. Cécilia appelle les médecins et la jeune femme est amenée à l'infirmerie pour observation. Par chance, elle reviendra le lendemain matin en forme. Amir quant à lui, réussit à faire le feu pour les rouges, 《j'ai envie de pleurer !》 déclare-t-il. Coté jaune, Huw envisage d'éliminer Lolo qui est faible selon lui. Pascal encourage Lolo, Laureen et Wendy à créer une alliance pour empêcher Huw d'éliminer Lolo et Wendy par la suite, sous les exclamations ravies de Julien et d'Alain. 
Le conseil des jaunes à lieu, et ceux-ci s'interrogent sur la suite de leur aventure et comment garder le moral après 6 défaites. Huw, à son grand étonnement, est éliminé grâce à l'alliance crée par Pascal afin de préserver Lolo. Julien a cependant voté contre Pascal.

### Épisode 4: Recomposition des équipes: les jaunes reviennent des enfers
Le 10e jour, un changement a lieu dans les équipes, comme suit :
Aopoh : Amir, Carine, Carole, Karima, Lolo, Pascal, Romain, Steve.
Karwaï : Alain, Cassandre, Cécilia, Gabriel, Julien, Laureen, Nicolas, Wendy 
Les jaunes gagnent leur première épreuve au confort, Lolo et Steve se font rapidement remarquer chez les rouges, Karima, capitaine de la nouvelle équipe rouge, regrette ses choix lors de la recomposition d'équipe, lorsque Romain lui dit qu'elle a fait n'importe quoi en choisissant Carole en premier, ce qui a permis à Laureen de choisir Gabriel. De leur côté, les ex-rouges Gabriel, Cassandre et Cécilia sont ravis d'être chez les jaunes car l'ambiance loin des forts egos de Romain et Karima leur permet de s'affirmer davantage.
L'immunité est aussi gagnée par les jaunes, ce sont donc les Aopoh qui doivent se rendre au conseil avec Steve, Lolo et Carole menacés. 
Carole est éliminée, en colère contre Romain dont elle met le nom dans le vote noir.
Le vote noir sorti lors de cet épisode est au nom de Lolo.

### Épisode 5: dixième défaite consécutive pour Lolo et Pascal
Les rouges perdent encore le confort. Steve trouve un cobra et le tue, les Aopoh le mangent. La pluie débarque entrainant des tensions entre Amir et Pascal au sujet d'une grotte jugée "trop sombre" par Amir. 
Les rouges enchainent leur 4e défaite consécutive lors de l'immunité et 10e défaite pour Lolo et Pascal. Amir se sent menacé tout comme Lolo. 
Après une égalité, entre Amir et Lolo, c'est finalement Lolo qui quitte avec tristesse l'aventure et sans rancune.

### Épisode 6: Premier confort pour les rouges
Les rouges recomposés gagnent enfin l'épreuve de confort dans laquelle chaque aventurier est suspendu tel un paresseux sur une corde qui relie toute l'équipe, la chute d'un d'eux donne ainsi plus de mou sur la corde de son équipe. Les nouveaux Aopoh bénéficient donc en guise de récompense d'un appel familial, chose qui leur a permis de se surpasser durant l'épreuve, particulièrement Pascal. Cependant ils perdent l'épreuve d'immunité qui consistait elle à reconstruire un grand puzzle. Malgré ses bonnes instructions durant l'épreuve d'immunité, Amir est éliminé au conseil. 

### Épisode 7: Réunification: la funeste malédiction de Cassandre et la bravoure de Romain
C'est la réunification, Cassandre et Romain sont choisis pour être ambassadeurs. Bien que la jeune jaune propose au rouge le nom de Laureen, qui s'était dévouée en tant que capitaine de l'équipe, celui-ci refuse. Il était décidé à aller au tirage au sort pour avoir une chance d'écarter Cassandre et ses deux colliers d'immunité de l'aventure, conptant sur sa malchance, la jeune femme ayant tiré 4 boules noires lors des précédentes épreuves. La malédiction ne la quitte pas, elle tire sa cinquième boule noire. L'assurance de Romain a payé.
L'épreuve d'immunité est l'épreuve des koalas : Romain est le premier à lâcher suivi de Steve, Gabriel, Pascal, Karima, Laureen, Nicolas, Cécilia, Wendy et Alain. La victoire se joue entre Carine et Julien mais celui-ci lâche. La victoire est donc pour Carine. Au conseil, Karima et Romain sont annoncés en danger. La militaire utilise donc son collier d'immunité trouvé sur l'Île aux Colliers. Celui-ci n'annulera qu'une voix, celle de Pascal. C'est donc Romain, l'entrepreneur au caractère bien trempé qui est éliminé tandis que quatre votes étaient dirigés vers Cécilia, ex-jaune.

### Épisode 8: Le collier de Pascal
Pascal remporte l'épreuve de confort du tir à l'arc et choisit d'offrir la récompense à Wendy et Alain, ce qui lui permet d'aller sur l'ile aux colliers où il en trouvera un plus tard. L'épreuve d'immunité est le parcours du combattant : chez les femmes Karima l'emporte de justesse face à Laureen et chez les hommes Nicolas devance Gabriel. Pour la finale, Karima et Nicolas doivent faire tenir une boule en équilibre avec des fils. C'est Karima qui l'emporte. Au conseil, Julien est éliminé à cause de ses coups de fatigue.

### Episode 9: Destins liés, stratégies à tout-va et conseil explosif
Lors de l'épreuve de confort, Denis annonce aux candidats que leurs sorts sont liés : Pascal est lié à Carine, Cécilia à Nicolas, Laureen à Steve, Gabriel à Wendy et Karima à Alain. Le jeu de confort est celui des aveugles est c'est la paire Wendy/Gabriel qui le remporte. Le jeu d'immunité est celui du labyrinthe qui remporté par Cécilia et Nicolas. Au conseil, Laureen et Steve sont éliminés. Gabriel avoue avoir fouillé le sac de Pascal pour vérifier s'il avait un collier d'immunité, ce qui provoque une grosse colère de l'intéressé.

### Épisode 10: Karima domine la concurrence
L'épreuve de confort est celle de la dégustation : Karima remporte la première manche et choisit d'associer Carine à Gabriel qui va associer Nicolas à Karima. Finalement ce seront Nicolas et Karima qui remporteront l'épreuve, ce qui leur permettra d'aller passer la soirée et la nuit dans un bungalow et de déguster un repas thaï et deux grosses langoustes sorties de l'eau sous leurs yeux, ainsi que de profiter d'une baignoire.
L'épreuve d'immunité est celle de la boue : elle est remportée par Karima. Au conseil, Carine se fait éliminer redoutée par les ex-jaunes.

### Épisode 11: Pascal contre Nicolas
Le jeu de confort consiste à transporter de l'eau de coco dans la bouche sur un parcours d'obstacle. Nicolas remporte le confort devant Gabriel. Il choisit Cecilia pour l'accompagner passer la nuit chez une famille thaïlandaise, à la grande deception de Gabriel. Pascal y voit une grave erreur tactique lui permettant de faire basculer Gabriel dans son camp. Celui ci semble interessé par la proposition de changement d'alliance.
Pendant que Cecilia et Nicolas récupèrent le courrier de tout le monde, les autres aventuriers déménagent dans leur ancienne ile, sur laquelle se trouvent plus de ressources.les aventuriers trouvent du manioc et des légumes, ce qui leur permet de faire un bon repas, duquel ils excluent les deux revenus du confort, ce qui ne plait pas à Nicolas, qui a pourtant eu deux bons conforts en peu de temps. Ses remarques exaspèrent Pascal, qui encourage Karima à continuer à gagner les epreuves pour pouvoir éliminer Nicolas, dont les vélléités de commandement lui sont de moins en moins supportables. Pascal part dormir dans sa grotte, ou il est rejoint par Wendy venue s'abriter d'une grosse pluie. Au matin Nicolas reproche à Pascal de s'économiser, celui ci lui rétorque que pendant qu'il profitait de son confort, lui transportait les malles de l'ancien camp au nouveau et participait à leur installation. Le ton monte entre les deux hommes. Les autres aventuriers ne disent rien mais confessent qu'ils approuvent la franchise des mots de Pascal.
L'épreuve d'immunité est celle de l'apnée, Alain est le premier à lâcher, il est suivi par Cécilia, Wendy, Pascal, Karima et .Gabriel. C'est donc Nicolas qui remporte l'épreuve. Au conseil, Karima est éliminée, jugée trop forte sur les épreuves, alors qu'elle vient d'avouer qu'elle est militaire, à la surprise générale. Nicolas profite du conseil pour tacler Pascal sur son rapport travail/nourriture, et se fait vertement remettre à sa place et finit par se sentir obligé de s'excuser.

### Épisode 12: La chute de Nicolas et la trahison d'Alain
Le lendemain du conseil, Nicolas demande à Cécilia s'il s'est vraiment trompé dans ses observations sur l'implication de Pascal sur le camp, car il n'a senti aucun soutien de la part de ses alliés à ce sujet. Elle l'approuve.
L'épreuve de confort est celle des trapèzes : Nicolas remporte l'épreuve de justesse devant Pascal et Wendy. Il décide d'offrir le confort à Alain, ce qui déçoit encore une fois Gabriel qui avait clairement mentionné son désir de manger cette pizza, et choisit d'aller sur l'île aux colliers. Pascal jubile car cela renforce son alliance avec Gabriel. Il joue le rôle de celui qui va sortir au prochain conseil à Cécilia, qui n'y voit que du feu.
Alain se retrouve face à 4 pizzas et 2 grosses mousses au chocolat. Il ne peut en manger que la moitié et décide de dire qu'il n'y en avait qu'une de chaque pour ne pas rendre fous les autres candidats.
Sur l'ile aux colliers, Nicolas ne se sent pas en danger et décide de ne pas trop se fatiguer à chercher un collier. Pascal non plus n'est pas inquiet, il pense que même si Nicolas trouve un collier, il voudra le garder pour plus tard, persuadé que le prochain éliminé sera Pascal.
Le ventre plein, Alain explique que pour lui, Nicolas est comme un frère.
Le lendemain, Cécilia renverse le riz. Alain lui dit de ne pas le dire et balaie le riz renversé, mais Cecilia est alors soupçonnée d'avoir mal dosé les parts.
Pour l'épreuve d'immunité, il faut au fur et à mesure prendre des pièces et de les poser sur une table à bascule et traverser une ligne d'arrivée. C'est Alain qui l'emporte devant Nicolas. Au conseil, Nicolas est éliminé, trahi par Alain.

### Épisode 13: Le sprint avant la finale: erreurs en série fatale à Alain
Le jeu de confort est celui des sacs qui a pour récompense de partager une nuit avec un proche (avec douche, miroir, nourriture, brosse à dents, lit…). Lors de la première manche, Cécilia est éliminée, suivie par Pascal lors de la seconde, puis par Alain lors de la troisième. Il décide de donner ses 2 sacs de 6 kg à Wendy, qui le prend très mal. Gabriel obtient la permission de prendre un des sacs de la jeune femme. Lors de la finale entre Wendy et Gabriel, c'est le Belge qui l'emporte.
Sur le camp, Alain dénonce à Wendy et Pascal la maladresse de Cecilia qui a renversé du riz, mais ils considèrent qu'un accident peut arriver.
L'épreuve d'immunité consiste à aller chercher des sacs contenant des pièces puis construire un puzzle en forme de serpent et c'est Wendy qui remporte l'épreuve. Au conseil, Alain est éliminé.

### Épisode 14: La finale

#### La course d’orientation
Aidés d’une boussole et d’une carte qui indique l’emplacement de 3 repères : le banyan, l'arbre coeur et la souche crâne de buffle. Tout d’abord, ils doivent chercher l’un de ces repères. Puis dans un rayon de 15 pas autour de ces repères se trouve une balise sur laquelle est inscrite une indication d’orientation qui les mènera jusqu’au poignard. Au total, il y en a donc trois : les candidats qui ramèneront un poignard se qualifieront pour l’épreuve des poteaux, tandis que le dernier sera éliminé.
Pascal, qui trouve le poignard en 33 minutes et nous gratifie d'une petite danse de la victoire, puis Gabriel qui trouve le poignard au bout de 2 heures sans avoir trouvé la balise, et enfin Wendy quelques secondes après lui, sont donc qualifiés pour l'épreuve des poteaux ; c’est donc Cécilia qui est éliminée.

#### L’épreuve des poteaux
Au bout de 2 heures, Wendy est la première à tomber. Après 2 heures 5 minutes d’épreuve, Gabriel tombe à son tour. Pascal remporte donc cette épreuve et choisit d’affronter Wendy devant le jury final.

#### Le vote final (jury final)
Les 11 membres du jury final (Cassandre, Romain, Julien, Laureen, Steve, Carine, Karima, Nicolas, Alain, Cécilia et Gabriel) votent durant le conseil final et désignent Wendy vainqueur de cette saison de Koh-Lanta, face à Pascal, avec 6 voix contre 5.

## Abandon de Charlie
Après son abandon lors du premier épisode, Charlie (de son vrai nom Charlie Vincent-Cheer) a par la suite expliqué dans la presse qu'elle souffre d'importantes migraines chroniques, et que le fait qu'elle ne dispose pas librement de ses médicaments (à prendre impérativement dès le déclenchement d'une crise migraineuse) l'a décidée à quitter l'émission. Elle dénonce de nombreux manques de communication et négligences de la part de la production, qui ont conduit à son départ. La production répond que, pour des raisons de sécurité, les médicaments sont conservés par l'équipe médicale qui ne délivre que les doses nécessaires aux candidats. De plus, elle affirme que Charlie n'avait pas indiqué, pendant le casting, ces problèmes de santé.
Peu avant la diffusion du dernier épisode, Charlie annonce son refus d'assister à la finale en direct, dénonçant la façon dont l'émission a présenté son abandon sans lui laisser l'occasion de s'expliquer sur les raisons de son départ.
Charlie s'épanchera par la suite sur son enfance difficile, le suicide de sa mère à huit ans et les nombreux viols qu'elle a subis depuis l'âge de neuf ans. Elle publiera un livre en 2019 : Jacques a dit… suce !

## Records
- Si vous ne connaissez pas le sujet, laissez ce bandeau (vous pouvez alors contacter les auteurs).
- Si vous supprimez le contenu mis en cause (vous pouvez préalablement contacter les auteurs),

argumentez précisément cette suppression dans la page de discussion
(un manque de référence n'est pas un argument ; une recherche réelle de référence doit avoir été effectuée, être formellement documentée).
- C'est la première fois qu'une équipe perd/gagne 6 épreuves consécutivement. Record égalé dans le Combat des héros.
- Pascal est le seul candidat, à l'heure actuelle, à avoir participé à tous les conseils de l'aventure. Il a également remporté l'épreuve d'orientation en seulement 33 minutes. C'est le 5e meilleur candidat sur cette épreuve après Francis (saison 5) (moins de 20 minutes), Frédéric (saison 8) (20 minutes), Jade (Le Retour des héros) (25 minutes) et Claude (saison 10) (26 minutes).
- À l'inverse, Cassandre, Cécilia, Gabriel et Nicolas sont les seuls à être parvenus jusqu'à la réunification sans avoir été au conseil. Record égalé par Javier, Nathalie, Jérémy, Yassin et Cassandre dans le Combat des héros. Cassandre est la seule candidate à être éliminée à la réunification sans avoir assisté à un seul conseil.
- Nicolas a gagné une épreuve d'apnée en 3 minutes et 10 secondes. C'est le 2e meilleur candidat sur cette épreuve après Christopher (saison 8) (3 minutes et 18 secondes). Pourtant ce dernier a dû abandonner pour raison médicale à la suite de l'épreuve.
- Cassandre a tiré cinq fois la boule noire. Record égalé par Manuella (saison 17) et Stéphanie (saison 23).

## Impact de la participation d'un candidat sur son emploi
La candidate « Carole » (Carole Poncelet) a participé à l'émission alors qu'elle était en arrêt-maladie. Elle a été révoquée de son emploi d'employé territorial en Auvergne.

## Audiences
La moyenne de cette saison est de 5,933 millions de téléspectateurs pour 26,5 % de PDM.
| Émission    | Jour et horaire de diffusion           | Nombre de téléspectateurs | Part de marché sur les 4 ans et plus | Référence |
| ----------- | -------------------------------------- | ------------------------- | ------------------------------------ | --------- |
| 1           | Vendredi 12 février 2016 (20:55-23:20) | 6 235 000                 | 27,2 %                               | [ 8 ]     |
| 2           | Vendredi 19 février 2016 (20:55-23:10) | 6 616 000                 | 29,5 %                               | [ 9 ]     |
| 3           | Vendredi 26 février 2016 (20:55-23:15) | 5 208 000                 | 21,5 %                               | [ 10 ]    |
| 4           | Vendredi 4 mars 2016 (20:55-23:20)     | 6 615 000                 | 30,5 %                               | [ 11 ]    |
| 5           | Vendredi 18 mars 2016 (20:55-22:50)    | 5 789 000                 | 25,4 %                               | [ 13 ]    |
| 6           | Vendredi 1er avril 2016 (20:55-22:45)  | 5 899 000                 | 25,2 %                               | [ 15 ]    |
| 7           | Vendredi 8 avril 2016 (20:55-23:15)    | 5 827 000                 | 27,9 %                               | [ 16 ]    |
| 8           | Vendredi 15 avril 2016 (20:55-22:55)   | 5 360 000                 | 23,9 %                               | [ 17 ]    |
| 9           | Vendredi 22 avril 2016 (20:55-22:50)   | 5 569 000                 | 24,3 %                               | [ 18 ]    |
| 10          | Vendredi 29 avril 2016 (20:55-22:45)   | 5 926 000                 | 25,3 %                               | [ 19 ]    |
| 11          | Vendredi 6 mai 2016 (20:55-22:45)      | 5 488 000                 | 25,4 %                               | [ 20 ]    |
| 12          | Vendredi 13 mai 2016 (20:55-22:40)     | 5 979 000                 | 25,9 %                               | [ 21 ]    |
| 13          | Vendredi 20 mai 2016 (20:55-22:50)     | 6 113 000                 | 26,7 %                               | [ 22 ]    |
| 14 (Finale) | Vendredi 27 mai 2016 (20:55-23:50)     | 6 434 000                 | 31,9 %                               | [ 23 ]    |

Légende :
- plus hauts scores d'audiences
- plus bas scores d'audiences